# Lockheed MC-130
Le Lockheed MC-130 est un avion militaire américain destiné à soutenir l'action des forces spéciales par des missions d'infiltrations et d'exfiltration loin derrière les lignes ennemies. C'est une variante de l'avion de transport Lockheed C-130 Hercules.

## Origines
Pur produit de la Guerre froide le Lockheed MC-130 tire ses origines d'une demande du Pentagone concernant un avion apte à opérer des infiltrations/exfiltrations de soldats et d'agents de renseignement loin derrière les lignes ennemies. Le C-130 étant alors en pleine maturité c'est cet avion qui fut choisi comme base de travail. Le concept même d'utilisation de ces avions était alors proche de celui des Consolidated B-24 Liberator  des opérations spéciales des « Carpetbaggers » de la Seconde Guerre mondiale.

## Développement
Quatre Hercules de série, des C-130E furent alors prélevés sur les stocks en vue de servir d'avions de présérie. À peine les premiers de ceux-ci étaient arrivés en ateliers que l'US Air Force en commanda dix de plus. Rapidement ces avions furent convertis avec divers équipements de cartographie aérienne, de suivi de terrain, mais aussi avec des camouflages plus discrets, faisant notamment appel à des peintures noires pour les opérations nocturnes. Le premier vol d'un MC-130 intervint en 1966.
Si en 2012 les MC-130 de première génération ne volaient plus, des MC-130J, directement dérivés du Super Hercules avaient eux, été développés et assemblés.

## Versions
- MC-130E Combat Talon : Désignation attribuée à la version initiale destinée à des opérations d'infiltration et d'exfiltration de troupes.
- MC-130H Combat Talon II[5] : Désignation attribuée à une version construite à partir du C-130H et destinée à des opérations similaires, mais également à l'évacuation sanitaire, et à des missions de cartographie nocturne[Quoi ?].
- MC-130P Combat Shadow : Désignation attribuée à une version construite également à partir du C-130H et destiné à des missions aéroportées, au soutien logistique, mais surtout au ravitaillement en vol des hélicoptères de l'AFSOC comme le Sikorsky CH-3.
- MC-130W Combat Spear : Désignation attribuée à une version construite sur la même base et destiné à opérer des vols à haute altitude pour permettre des sauts en parachute d'infiltration. Pour le reste il reprend les caractéristiques du MC-130E qu'il remplace.
- MC-130W Dragon Spear (ou parfois aussi appelé MC-130W2) : Désignation attribuée à une version hybride, à mi-chemin entre le MC-130 « normal » et la canonnière volante AC-130. Un canon de 30 mm à grande cadence de tir, des bombes à guidage par GPS GBU-44B Viper Strike, mais aussi des missiles antichars AGM-176 Griffin Ces avions ont été initialement acquis pour permettre aux forces américaines d'attendre l'entrée en service des premiers AC-27J Spartan.
- MC-130J Commando II : Désignation attribuée à une version destinée au remplacement des MC-130H dont l'avionique a été modernisée. Ils ont en outre repris la mission de pénétration à très basse altitude, en remplacement des Lockheed C-141B SOLL (SOLL = Special Operation Low Level, ou opérations spéciales à basse altitude). 64 livrés entre 2011 et janvier 2025[6].

## Utilisateurs
[Quand ?]
- États-Unis
  - US Air Force, 
    - AFSOC,

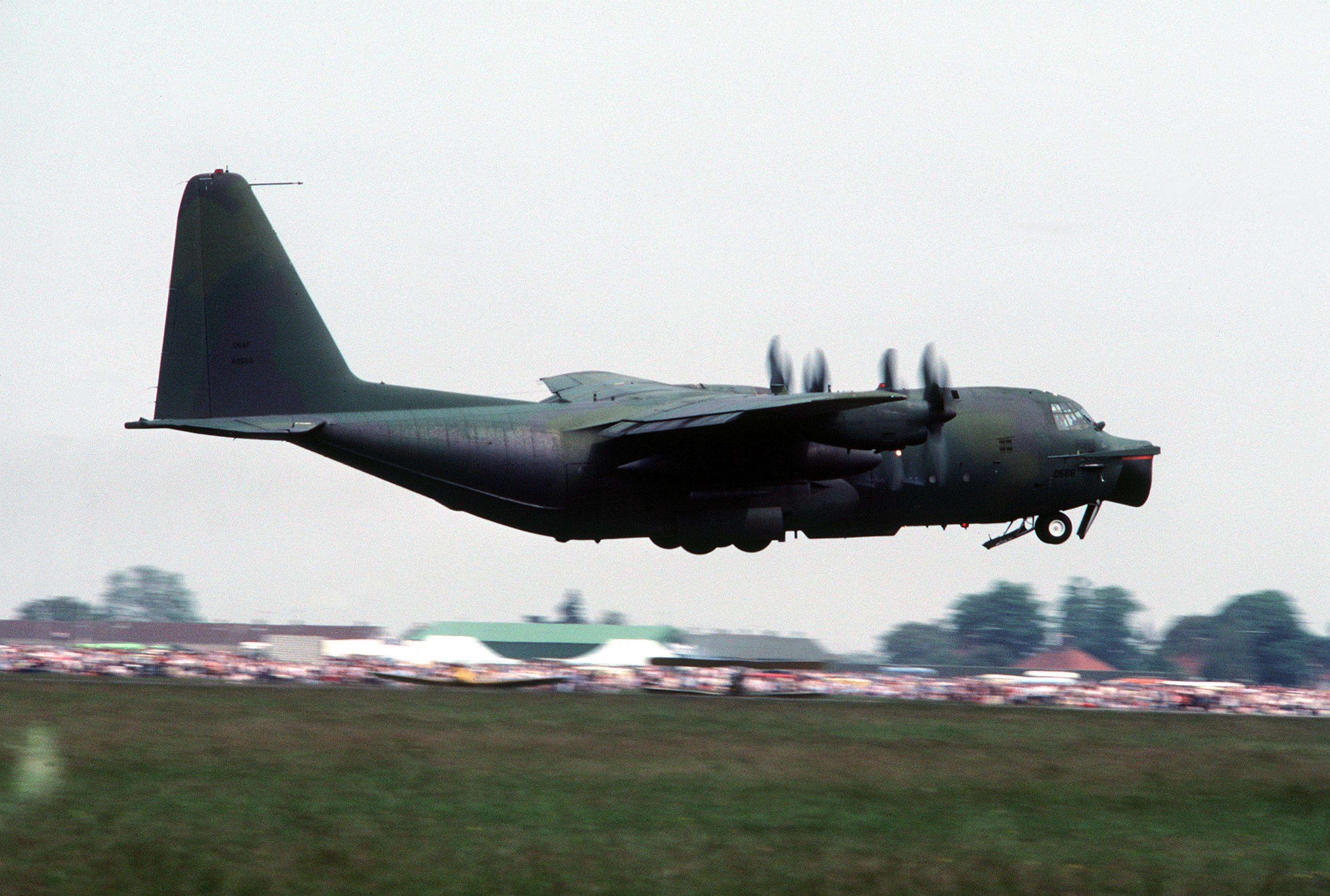
Lockheed MC-130E Combat Talon I en 1984.

      - 1st Special Operations Squadron.
      - 7th Special Operations Squadron.
      - 8th Special Operations Squadron.
      - 9th Special Operations Squadron.
      - 15th Special Operations Squadron.
      - 17th Special Operations Squadron.
      - 67th Special Operations Squadron.
      - 73rd Special Operations Squadron.
      - 522nd Special Operations Squadron.
      - 551st Special Operations Squadron.
      - 711th Special Operations Squadron.

    - ANG
      - 193rd Special Operations Squadron.

    - AETC
      - 550th Special Operation Squadron.

## Engagements

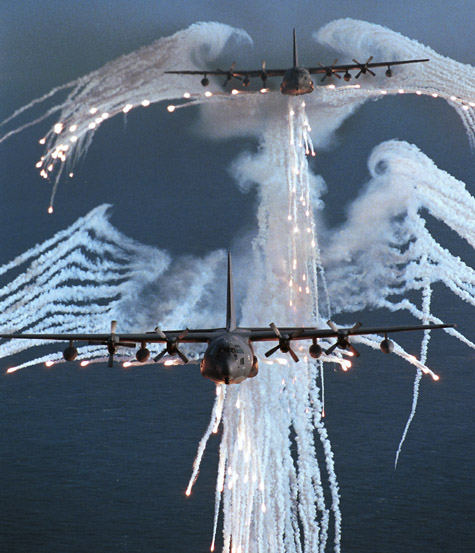
MC-130P de l'US Air Force usant de leurs leurres

Les différentes versions du Lockheed MC-130 ont été engagées dans la plupart des opérations militaires américaines depuis la guerre du Viêt Nam avec notamment :
- participation aux opérations du MACV-SOG (parachutage de ravitaillement à des agents au Nord Viêt Nam, parachutage d'équipes de reconnaissance le long de la piste Hô Chi Minh, opérations Bright Light de sauvetage d'aviateurs abattus, soutien logistique du MACV-SOG)[8].
- le raid de Son Tay en 1970 ;
- l'opération Eagle Claw lors de la crise des otages américains en Iran en 1980 ;
- l'invasion de la Grenade en 1983 ;
- l'invasion du Panama en 1989 ;
- l'opération Desert Storm en 1991 ;
- la guerre d'Afghanistan à partir de 2001.

## Photos

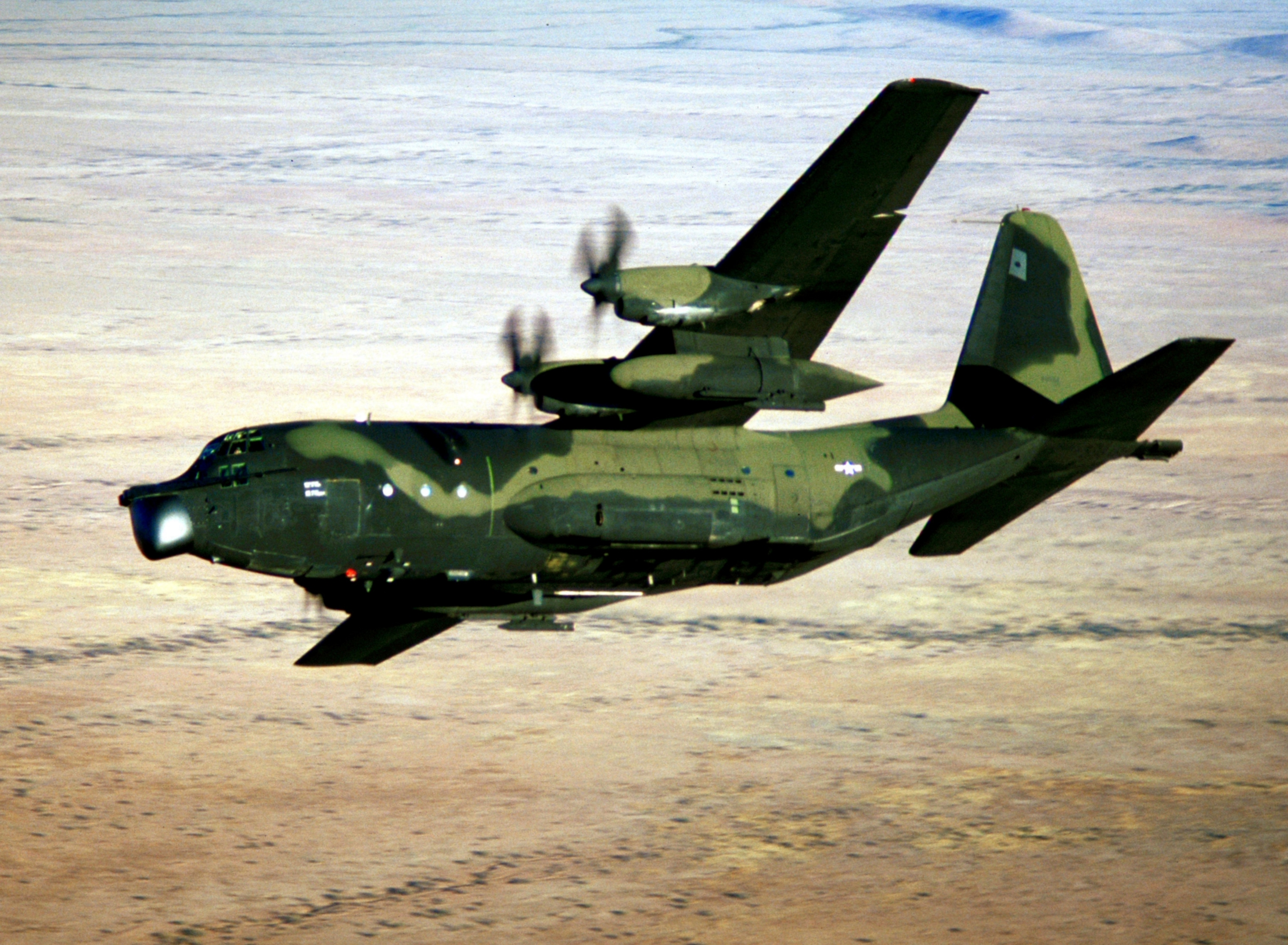
MC-130E en vol.
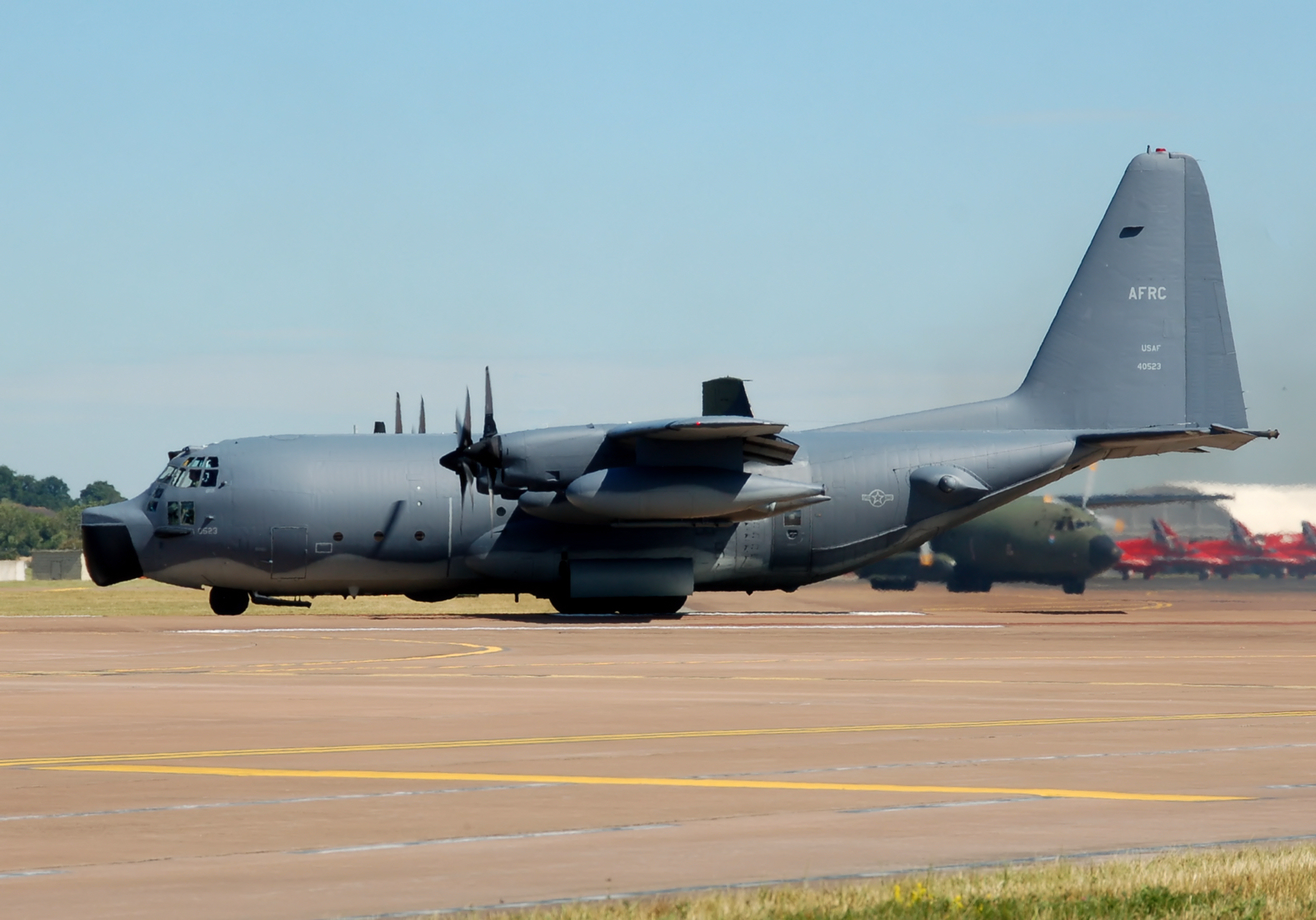
MC-130E en 2010.
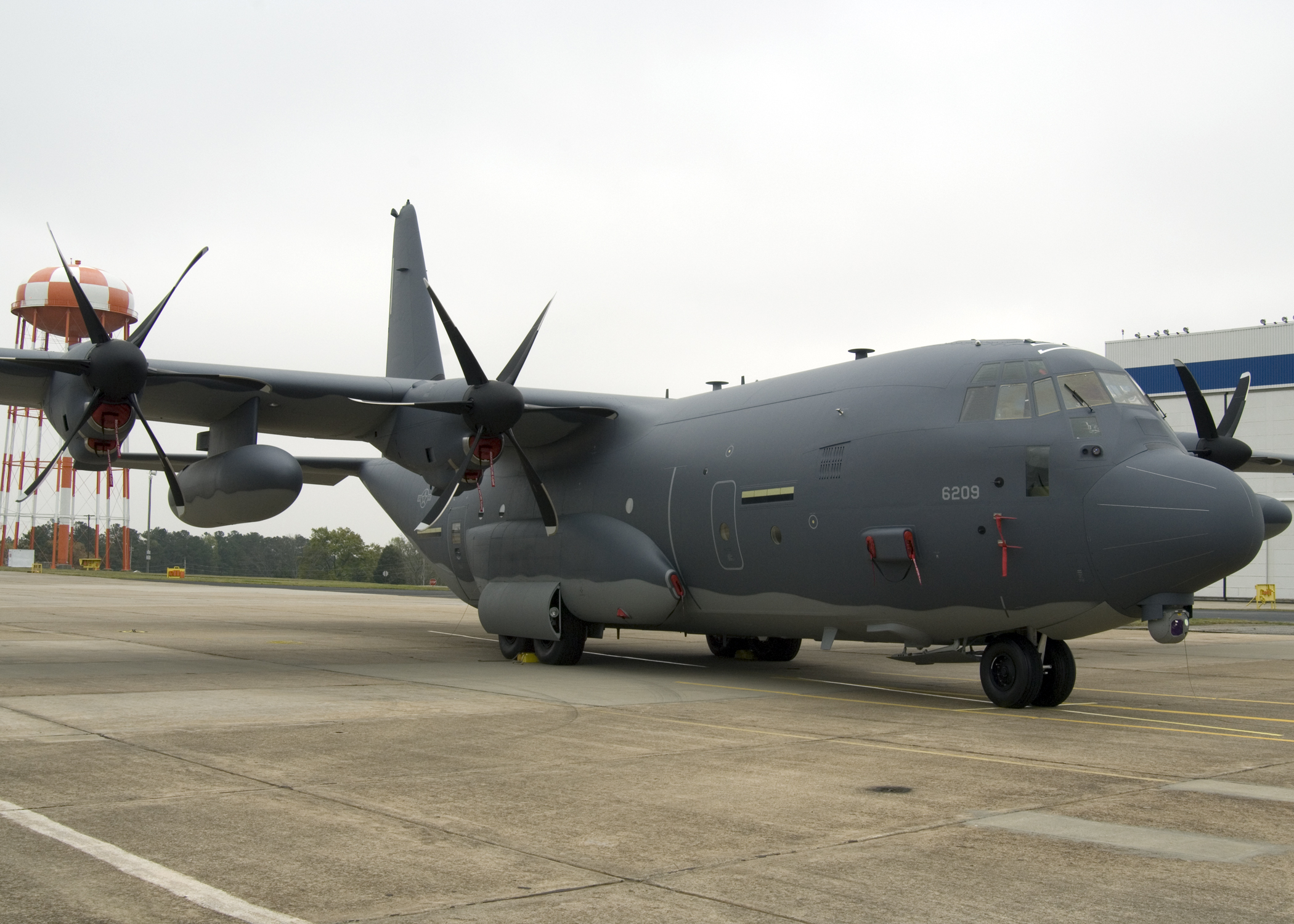
MC-130J en 2011.
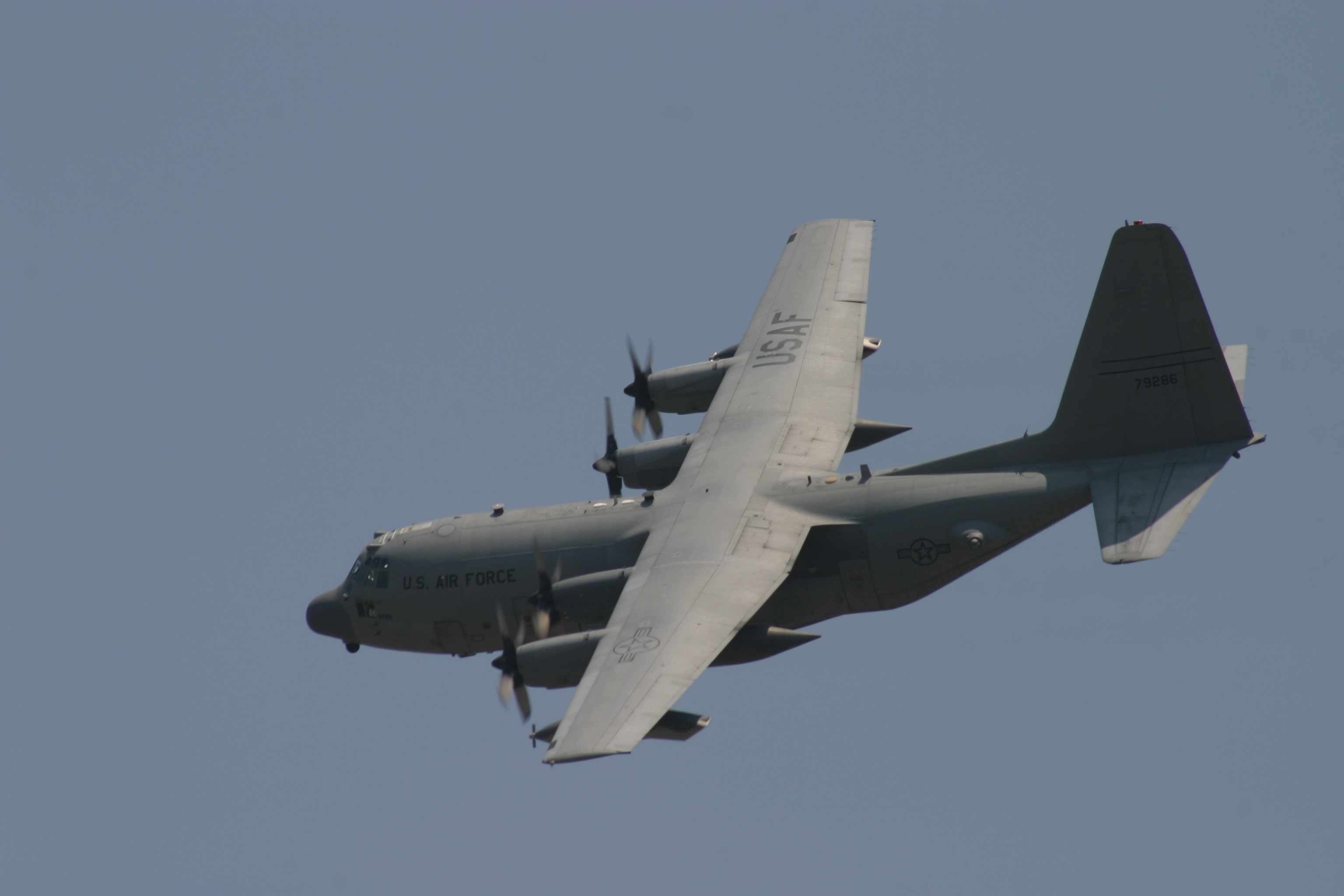
MC-130W Combat Spear en vol.
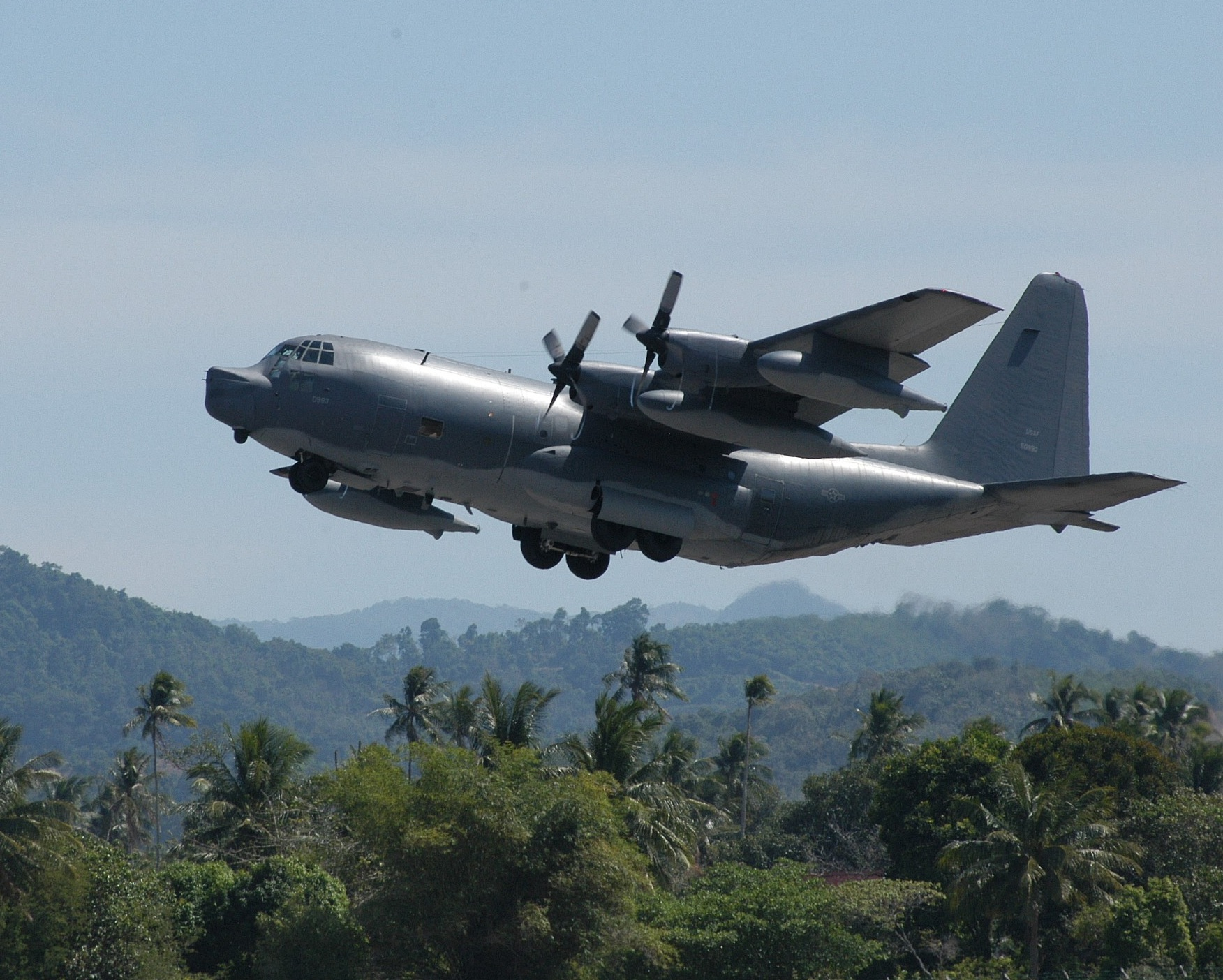
MC-130P au décollage.
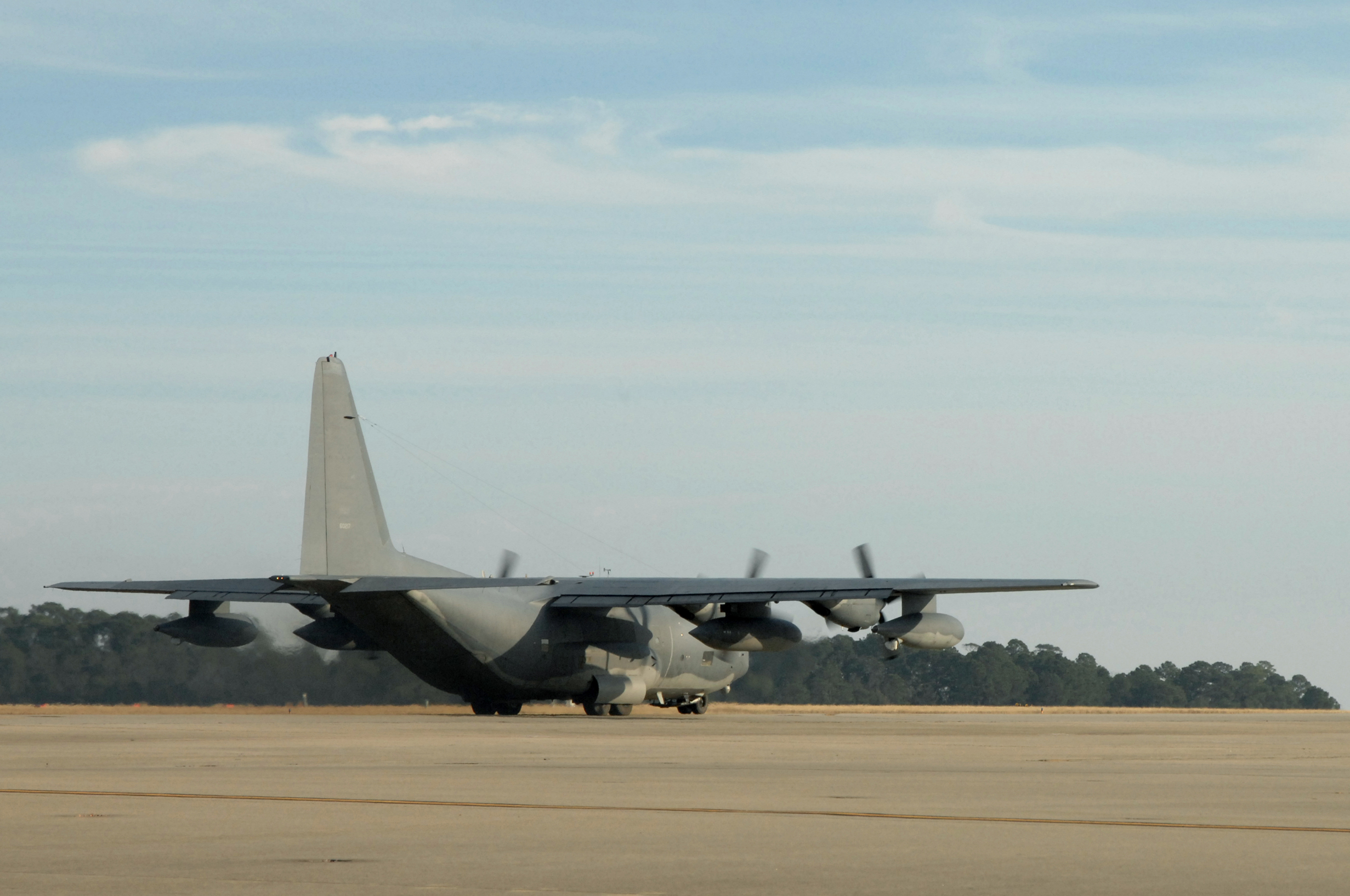
MC-130H.
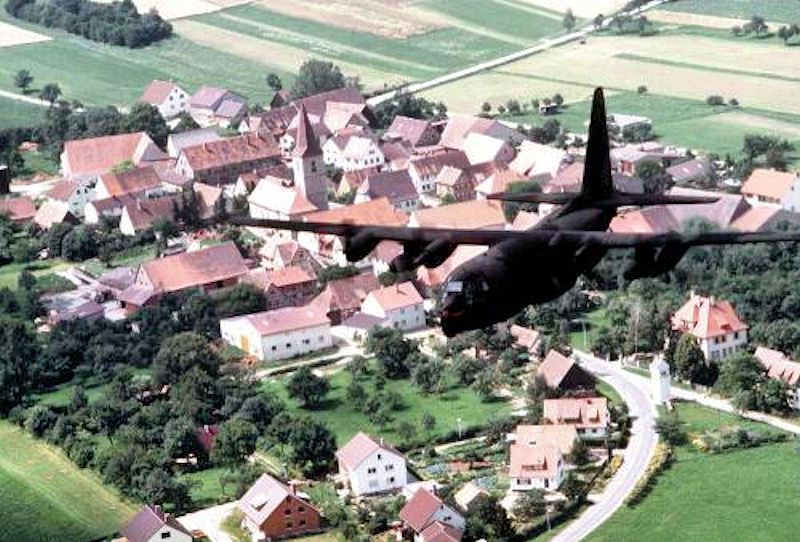
MC-130E au-dessus de l'Allemagne durant la Guerre froide.

## Développements liés

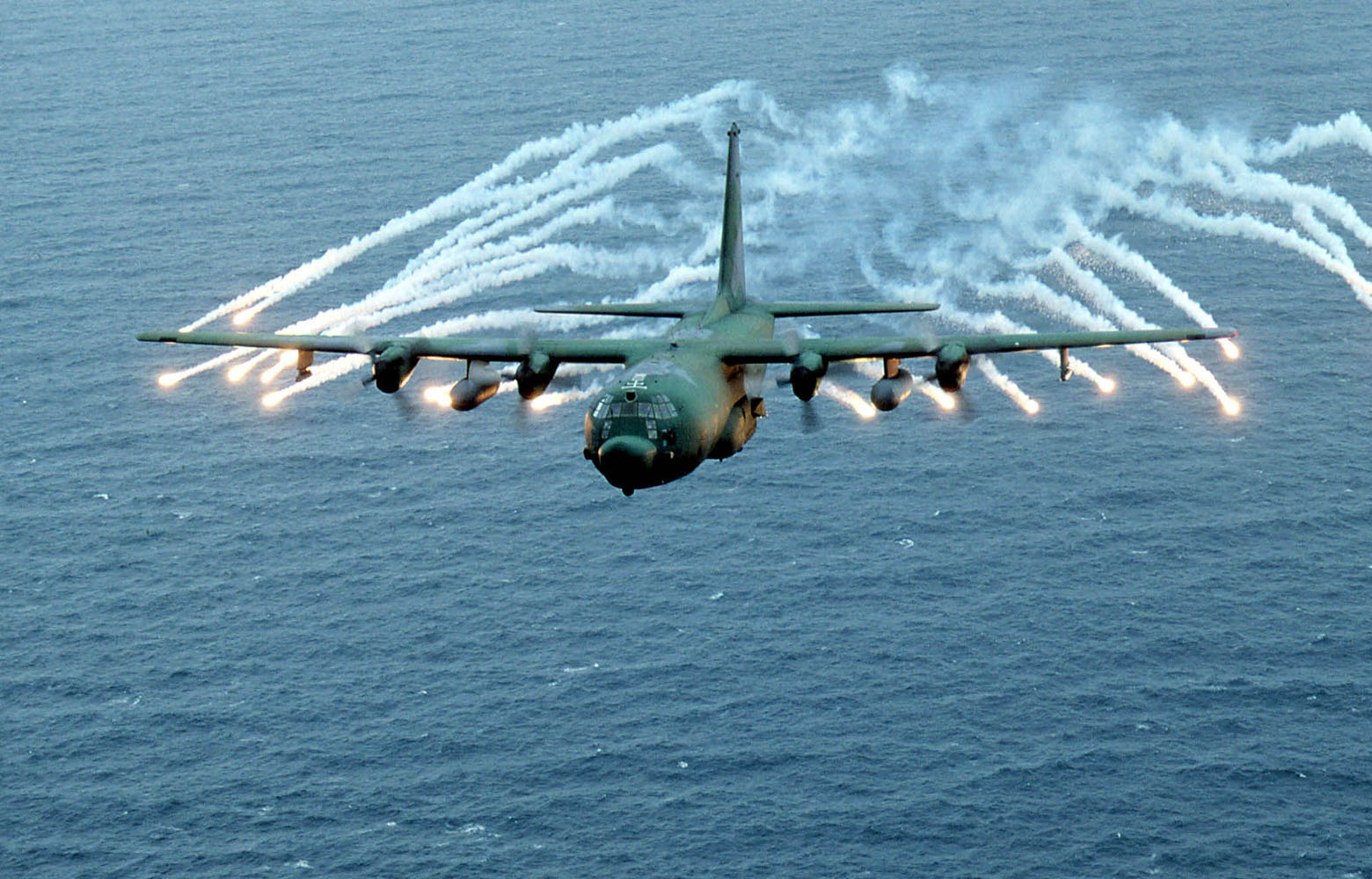
Le leurrage reste étroitement associé au MC-130

- Lockheed C-130 Hercules
- Lockheed AC-130 Spectre
- Lockheed L-100 Hercules